# Tagebuch der Selma Ottilia Lovisa Lagerlöf
Tagebuch der Selma Ottilia Lovisa Lagerlöf (Originaltitel: Dagbok för Selma Ottilia Lovisa Lagerlöf) ist der dritte und letzte Teil der Autobiographie der schwedischen Schriftstellerin Selma Lagerlöf. Das Buch erschien 1932 und ist Selma Lagerlöfs letztes vollendetes Werk.

## Allgemeines
Das Tagebuch schildert einige Wochen im Winter und Frühjahr 1873, in denen sich Selma Lagerlöf im Alter von vierzehn Jahren bei einer Tante und einem Onkel in Stockholm aufhielt, um ihr angeborenes Hüftleiden durch Physiotherapie behandeln zu lassen, und nebenbei privat Englischunterricht nahm. Das Buch ist als Tagebuchroman angelegt und lebt von der Fiktion, es sei von Selma Lagerlöf als Vierzehnjähriger geschrieben. Diesen Eindruck zu erwecken gelang Selma Lagerlöf so gut, dass ein Kritiker feststellte, Selma Lagerlöf habe als Erwachsene nie wieder so gut geschrieben wie als Kind.
Das Tagebuch behandelt die Begegnung der Ich-Autorin mit der Großstadt, die hier zum Symbol für die Welt schlechthin wird. Diese Begegnung führt immer wieder zu Enttäuschungen: Schon vor der Abreise erfährt sie durch eine Indiskretion, dass die Tante und der Onkel lieber eines ihrer Geschwister zu sich nehmen würden, ein Besuch im Gebäude der Freimaurer-Loge hält nicht, was er verspricht, der Junge, der auf die Ich-Erzählerin sympathisch wirkt und den sie anspricht, verspottet sie wegen ihres Hinkens, Frau H. erzählt nicht, wie erhofft, spannende Geschichten aus der schwedischen Kolonie St. Barthélemy, und der als krönende Abschluss gedachte Ausflug zum Frühlingsfest nach Uppsala gerät zum Fiasko: Die Ich-Erzählerin irrt mit einer alten Frau durch die Stadt und verpasst das Fest.
Mit dem Motiv der Enttäuschung ist eng das immer wiederkehrende Todesmotiv verbunden: Hinweise auf den Tod geschehen immer wieder, von der schwarzen Verkleidung im Freimaurerhaus über den Leichnam des toten Prinzen August, den die Ich-Erzählerin mit ihrer Tante besichtigt, und das Gemälde „Karl X. Gustav am Totenbett von Axel Oxenstierna“ bis hin zum Besuch in der „Unterwelt“, der Leichenhalle des Karolinska Institutet.
Ein kleines, aber wichtiges Motiv ist das des Schmutzes: Scheinbar belanglos wird es eingeführt, als die Ich-Erzählerin vergisst, ihre Überschuhe auszuziehen, und den Teppich im Wohnzimmer beschmutzt. Das Motiv kehrt wieder in der zentralen Szene mit dem Trasfröken („Lumpenfräulein“): Eine Frau, die von ihrem Verlobten verlassen wurde, wahnsinnig geworden ist und immerzu in ihrem verschmutzten Hochzeitskleid durch die Stadt läuft. In diesem Zusammenhang fällt der Satz, der alle Lobpreisungen auf die Liebe in Selma Lagerlöfs Werk konterkariert: Frau H. merkt an, dass die Liebe etwas Entsetzliches sei.
Trost findet die Ich-Erzählerin in der schwärmerischen Verehrung eines Studenten, den sie bei der Eisenbahnfahrt nach Stockholm kennengelernt hat. Diesen Studenten gab es wirklich, er war das äußere Vorbild für die Figuren des Gösta Berling in dem gleichnamigen Roman, für Gunnar Hede in Eine Gutsgeschichte und für Karl-Artur Ekenstedt in der Löwensköld-Trilogie. In dem Tagebuch kehrt der Student leitmotivisch immer wieder: Die Ich-Erzählerin denkt an ihn, glaubt ihn wiederzuerkennen, und meint sogar herausgefunden zu haben, dass er in Wahrheit königlicher Abstammung ist. Eine erste Enttäuschung, als sie mitbekommt, dass er verlobt ist, kann sie noch überwinden: Als angehende Schriftstellerin will sie sowieso nicht heiraten. Beim Besuch in Uppsala kommt aber auch hier die abschließende Enttäuschung. Die Tagebuchautorin findet heraus, dass er ein unglücklicher Mensch und keineswegs der angebetete strahlende Held ist.
Gegenbild zu der sich verdüsternden Welt ist für die Tagebuchautorin die Kunst. In einer Schlüsselszene malt sie sich aus, wie sie die Toten, die sie im Karolinska Institutet gesehen hat, mit den schönen Draperien bedeckt, die auf dem Gemälde von Axel Oxenstierna dargestellt sind, und findet hierbei Trost. Hier wird das Anliegen des Tagebuch deutlich: Selma Lagerlöf stellt ihre Kunst als Anschreiben gegen eine düstere Welt dar.
Das Tagebuch ist ein pessimistisches Buch. Am Ende werden jedoch freundlichere Töne vernehmbar: Tante Lovisa kommt zu Besuch nach Stockholm. Diese, ebenfalls weiß und rot gekleidet, aber nicht verschmutzt, ist das positive Gegenbild zum „Lumpenfräulein“. Sie bringt einen Hauch vom heimatlichen Mårbacka in die Großstadt, und die Tagebuchschreiberin freut sich auf ihre Heimkehr, denn „auf Mårbacka gibt es keine Sorgen“. Dies stimmt zwar nicht: Im Tagebuch ist offen davon die Rede, dass der Vater der Autorin bald sterben wird und dann Mårbacka verkauft werden muss. Aber darum geht es nicht. Noch einmal wird das Bild des Heims, in dem Geborgenheit und Sicherheit herrschen, als Zufluchtsstätte in einer unheimlichen Welt gepriesen, und zugleich die dreiteilige Autobiografie mit einem Bezug auf das heimatliche Gut abgeschlossen.